# NGC 819
NGC 819 ist eine Spiralgalaxie vom Hubble-Typ Sbc? im Sternbild Dreieck am Nordsternhimmel. Sie ist schätzungsweise 299 Millionen Lichtjahre von der Milchstraße entfernt und hat einen Durchmesser von etwa 50.000 Lj.

Im selben Himmelsareal befinden sich u. a. die Galaxien NGC 807 und NGC 816.
Die Typ-IC-Supernova SN 2007hb wurde hier beobachtet.
Das Objekt wurde von dem deutsch-dänischen Astronomen Heinrich d’Arrest im Jahr 1865 mithilfe eines 28-cm-Teleskops entdeckt.